# Theodor Anton Ruf
Theodor Anton Ruf (* 30. Juli 1865 in Wien; † 16. August 1943 ebendort) war ein österreichischer Architekt und Baumeister.

## Leben
Theodor Anton Ruf wurde als Sohn des Bauzeichners und späteren Bauinzipienten der k.k. Tabakregie Theodor Ruf (1837–1904) und seiner Frau Josefa, geborene Hegenbreger, geboren.
Ruf machte 1888 den Abschluss zum Werkmeister an der Staatsgewerbeschule Wien. Nach den üblichen Praxisjahren war er ab 1903 mit der Berufsbezeichnung Architekt und Baumeister im Meldeamt eingetragen.
Von 1905 bis 1911 arbeitete er mit dem Architekten Alois Müller (1873–1945) zusammen, wobei in der Arbeitsgemeinschaft Müller zumeist für den Entwurf und die Planung und Ruf für die Ausführung verantwortlich waren. Der Schwerpunkt der Bauprojekte befand sich in Gersthof.
Ruf war mit Albertine Weinberger (1868–1953) verheiratet. Sie hatten einen Sohn Theodor (* 1894).

## Realisierungen

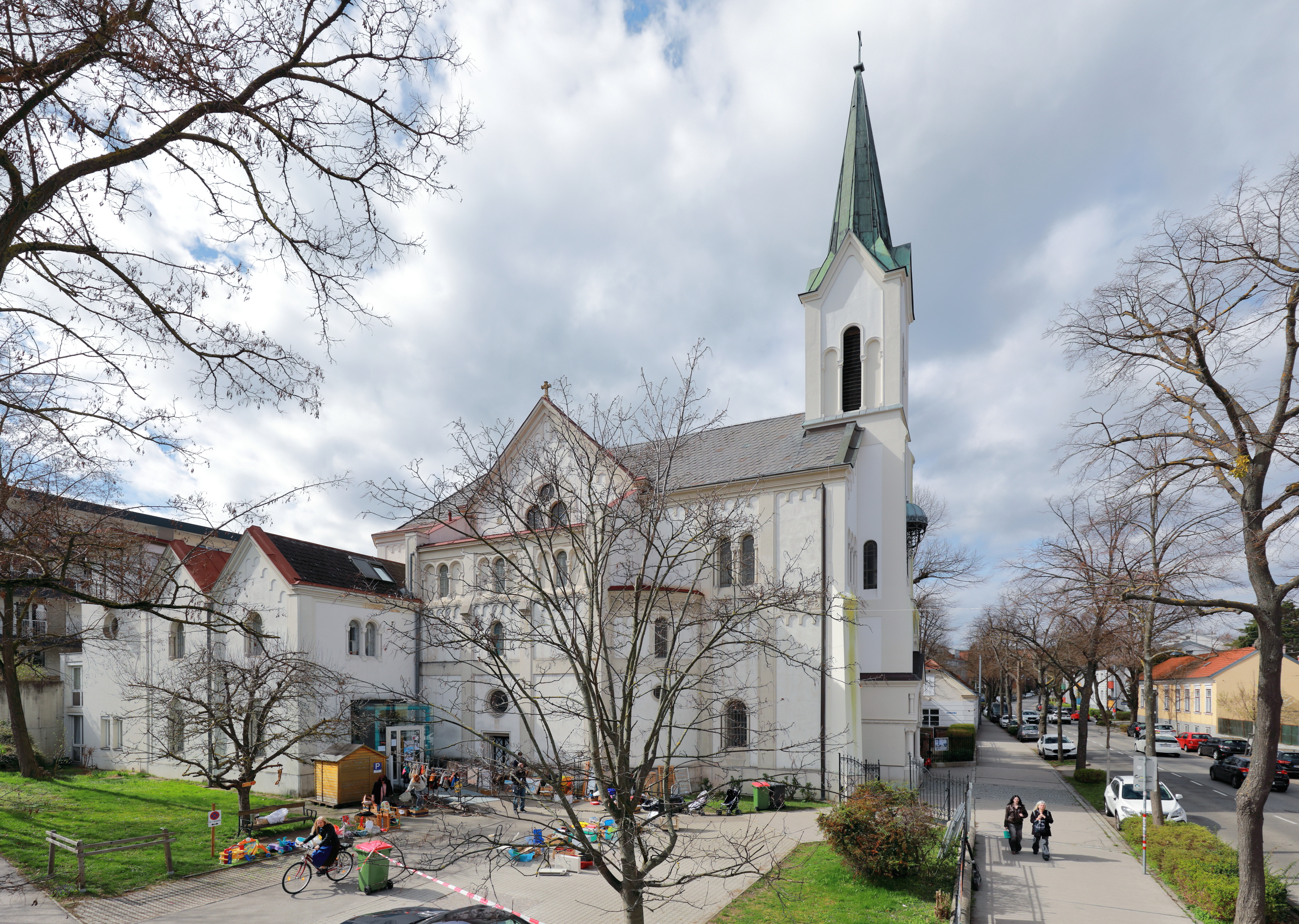
Erlöserkirche (Liesing)

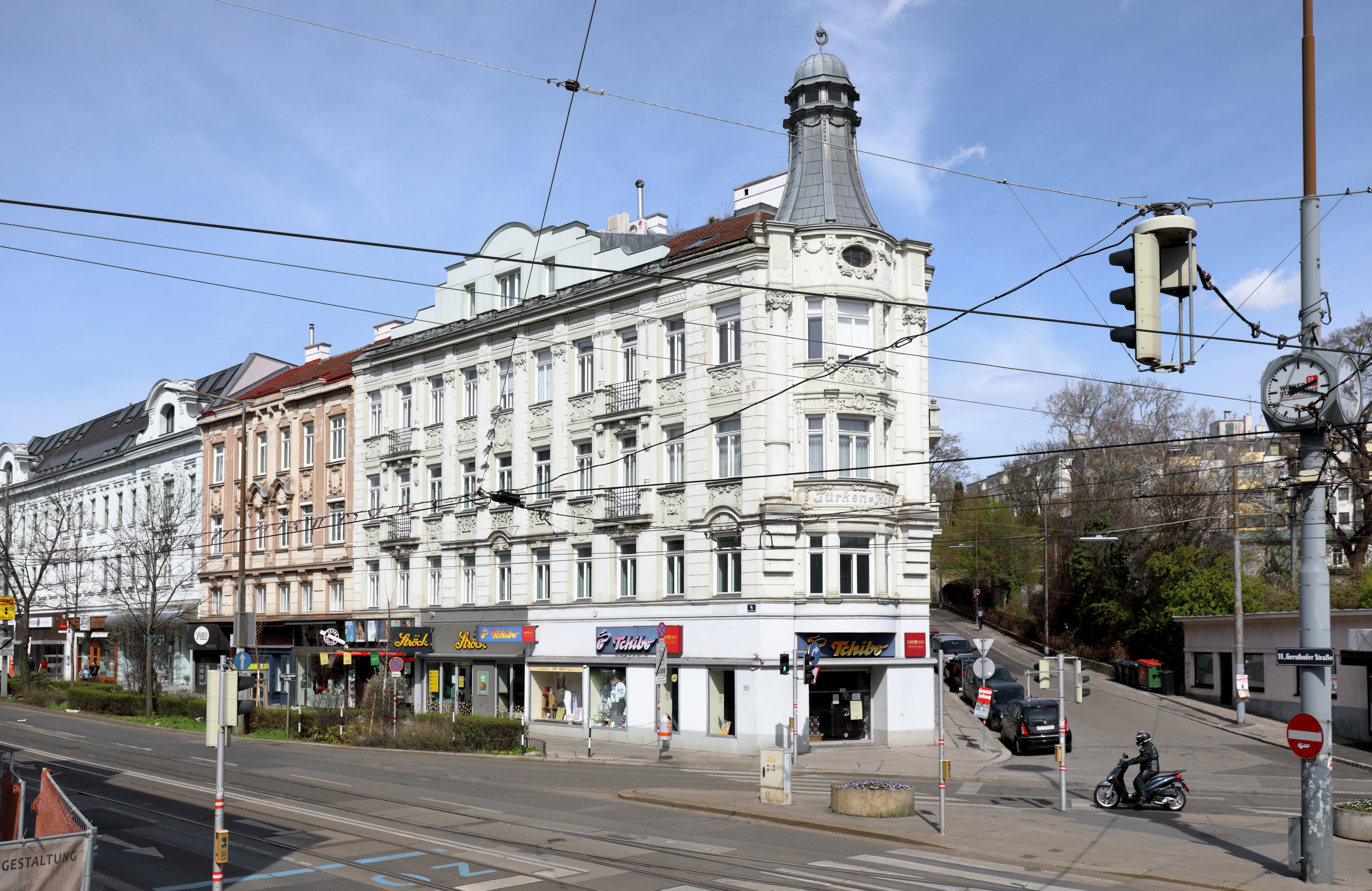
Miethausgruppe Türkenhof in der Gersthofer Straße

- 1905	Miethaus, Wien 18, Bachgasse 34 mit Architekt Alfred Ruf
- 1905–1908	Miethaus, Wien 18, Alseggerstraße 51 / Bischof Faber-Platz 13 mit Architekt Alois Müller
- 1906	Miethaus, Wien 18, Messerschmidtgasse 38 mit Alois Müller
- 1908	Miethaus, Wien 18, Alseggerstraße 8 mit Alois Müller
- 1908	Miethaus, Wien 18, Eckpergasse 13 mit Alois Müller
- 1908–1909	Pfarrkirche zum Allerheiligsten Erlöser, Wien 23, Endresstraße 59
- 1910	Miethaus, Wien 18, Ferrogasse 44 mit Alois Müller
- 1910–1913	Miethausgruppe, Wien 18, Bäckenbrünnlgasse 1–9 („Türkenhof“ Bäckenbrünnlgasse 1 / Gersthofer Straße 6 und „Brünnlhof“, Bäckenbrünnlgasse 3–7 und 9); mit Alois Müller